# O Tempo Não Para
| Críticas profissionais | Críticas profissionais |
| Avaliações da crítica  | Avaliações da crítica  |
| Fonte                  | Avaliação              |
| ---------------------- | ---------------------- |
| Allmusic               | link                   |

O Tempo Não Para é o primeiro álbum ao vivo solo do cantor e compositor brasileiro Cazuza, lançado em 1988. O álbum foi gravado durante a turnê do álbum Ideologia, nos dias 14, 15, e 16 de outubro de 1988 no Canecão, no Rio de Janeiro.
O show foi dirigido pelo também cantor Ney Matogrosso e conta com sucessos de toda a sua carreira solo e da carreira com o Barão Vermelho, além de duas releituras de outros cantores: "Vida Louca Vida", originalmente gravada por Lobão no álbum Vida Bandida, de 1987; e "O Tempo Não Para", originalmente gravada pela banda Hanói-Hanói no álbum Fanzine, de 1988.
"O Tempo Não Para", em específico, foi composta por Cazuza em parceria com Arnaldo Brandão, baixista e vocalista do Hanói-Hanói. O verso "Mas se você achar que eu tô derrotado / Saiba que ainda estão rolando os dados" é uma alfinetada na mídia, que já lhe dava como morto. A banda argentina Bersuit Vergarabat fez uma versão da canção em espanhol, chamada "El Tiempo No Para" no álbum Y Punto, em 1992. Essa é uma adaptação daquela que voltou-se com muita popularidade pois também contem uma dura crítica aos governantes da década de 1990.

## Faixas
| N.º            | Título                                             | Compositor(es)                         | Duração |  |
| 1.             | "Vida Louca Vida"                                  | Lobão, Bernardo Vilhena                | 4:19    |  |
| 2.             | "Boas Novas"                                       | Cazuza                                 | 2:46    |  |
| 3.             | "Ideologia"                                        | Cazuza, Frejat                         | 4:12    |  |
| 4.             | "Todo Amor Que Houver Nessa Vida"                  | Cazuza, Frejat                         | 2:49    |  |
| 5.             | "Codinome Beija-Flor"                              | Cazuza, Ezequiel Neves, Reinaldo Arias | 2:55    |  |
| 6.             | "O Tempo Não Para"                                 | Cazuza, Arnaldo Brandão                | 4:37    |  |
| 7.             | "Só as Mães São Felizes"                           | Cazuza, Frejat                         | 3:48    |  |
| 8.             | "O Nosso Amor a Gente Inventa (Estória Romântica)" | Cazuza, Rogério Meanda, João Rebouças  | 3:35    |  |
| 9.             | "Exagerado"                                        | Cazuza, Ezequiel Neves, Leoni          | 4:29    |  |
| 10.            | "Faz Parte do Meu Show"                            | Cazuza, Renato Ladeira                 | 3:50    |  |
| Duração total: | Duração total:                                     | Duração total:                         | 37:20   |  |

## Banda
- Nilo Romero: baixo
- João Rebouças: teclados e vocal de apoio
- Luciano Maurício: guitarra e vocal de apoio
- Ricardo Palmeira: guitarra
- Christiaan Oyens: bateria
- Wildor Santiago: saxofone
- Jussara Lourenço e Jurema Lourenço: vocais de apoio